# Euplexaura braueri
Euplexaura braueri är en korallart som beskrevs av Kükenthal 1909. Euplexaura braueri ingår i släktet Euplexaura och familjen Plexauridae. Inga underarter finns listade i Catalogue of Life.